# Acanthodelta mezentinodes
Acanthodelta mezentinodes là một loài bướm đêm trong họ Noctuidae.